# Episodi di Le cose che amo di te (quarta stagione)
La quarta e ultima stagione della serie televisiva Le cose che amo di te, composta da 18 episodi, è andata in onda negli Stati Uniti sul canale The WB dal 16 settembre 2005 al 24 marzo 2006.
In Italia è stata trasmessa da Rai 2 dal 7 giugno 2008 al 2 agosto 2008.
| nº | Titolo originale                    | Titolo italiano             | Prima TV USA      | Prima TV Italia |
| -- | ----------------------------------- | --------------------------- | ----------------- | --------------- |
| 1  | I Want My Baby Back                 | Rivoglio il mio amore (3)   | 16 settembre 2005 | 7 giugno 2008   |
| 2  | Surprise                            | Sorpresa!                   | 23 settembre 2005 | 7 giugno 2008   |
| 3  | The Redo                            | La ristrutturazione         | 30 settembre 2005 | 14 giugno 2008  |
| 4  | I've Got a Secret                   | Ho un segreto               | 7 ottobre 2005    | 14 giugno 2008  |
| 5  | The Perfect Date                    | L'appuntamento perfetto (1) | 14 ottobre 2005   | 21 giugno 2008  |
| 6  | Halloween                           | La notte di Halloween (2)   | 28 ottobre 2005   | 21 giugno 2008  |
| 7  | Someone's in the Kitchen with Daddy | In cucina con papà          | 4 novembre 2005   | 28 giugno 2008  |
| 8  | Jazz Night                          | Serata Jazz                 | 11 novembre 2005  | 28 giugno 2008  |
| 9  | Ground-Turkey-Hog Day               | Il risveglio della marmotta | 18 novembre 2005  | 5 luglio 2008   |
| 10 | For Love or Money                   | Per amore o per denaro      | 9 dicembre 2005   | 5 luglio 2008   |
| 11 | Coming Home                         | Tornando a casa             | 27 gennaio 2006   | 12 luglio 2008  |
| 12 | Desperate Girlfriends               | Fidanzate disperate         | 3 febbraio 2006   | 12 luglio 2008  |
| 13 | The Other Women                     | L'altra donna               | 17 febbraio 2006  | 19 luglio 2008  |
| 14 | Your Money or Your Wife             | O la borsa o la moglie      | 24 febbraio 2006  | 19 luglio 2008  |
| 15 | Garden State                        | I tre fratelli              | 3 marzo 2006      | 26 luglio 2008  |
| 16 | Friends & Lovers                    | Amici e amanti              | 10 marzo 2006     | 26 luglio 2008  |
| 17 | Now and Zen                         | Pensa positivo (1)          | 17 marzo 2006     | 2 agosto 2008   |
| 18 | Finally                             | Finalmente sposi (2)        | 24 marzo 2006     | 2 agosto 2008   |

## Rivoglio il mio amore (3)
- Titolo originale: I Want My Baby Back
- Diretto da: Shelley Jensen
- Scritto da: Caryn Lucas

### Trama
Holly è in macchina con Vince e Rick e parte con loro per la Florida. Lauren sveglia Valerie da un sogno tremendo che si rivela reale, si scopre che è sposata dopo una notte ad Atlantic City non con il suo vecchio compagno di liceo, ma con Vic (apparso nella 1ª Stagione) il quale vuole mantenere il matrimonio. Holly incontra non poche difficoltà a dichiararsi a Vince. Si perde in Florida e per caso incontra il fratello di Rick che deve incontrarsi con la donna. Holly sfrutta l'occasione, si dichiara a Vince e anche se in un primo momento Vince sembra rifiutare l'amore di Holly, i due si baciano e si rimettono insieme.